# Бобруйская швейная фабрика
ОАО «Славянка» (Бобруйская швейная фабрика; бел. ААТ «Славянка») — белорусское предприятие лёгкой промышленности, расположенное в городе Бобруйске Могилёвской области.

## История
В 1930 году в Бобруйске была создана швейная фабрика имени Дзержинского. В 1940 году фабрика производила 10% швейной продукции в Белорусской ССР. В 1990 году было проведено техническое переоснащение предприятия. В 1992 году (по другой информации, в декабре 1991 года) преобразована в производственно-коммерческую фирму «Славянка» в форме арендного, затем — народного предприятия. В 1996 году (по другой информации, в 2000 году) преобразована в открытое акционерное общество «Славянка».
По состоянию на 2005 год фабрика выпускала мужскую, женскую, подростковую и детскую одежду (пальто, куртки, плащи, спортивные костюмы, брюки, блузы, юбки, пиджаки, платья) из кожи (натуральной и искусственной), тканей с плёночным покрытием, меха (натурального и искусственного), трикотажного полотна, джинсовой ткани, натуральных и смесовых волокон.

## Современное состояние
30,89% акций предприятия находятся в собственности Бобруйского горисполкома, остальные акции разделены между 1066 физическими лицами, по итогам 2019 года на одну акцию было выплачено 7,5 копеек дивидендов. В 2019 году выручка предприятия составила 19,8 млн руб. (9,2 млн долларов), чистая прибыль — 441 тыс. руб. (200 тыс. долларов). С началом пандемии COVID-19 в 2020 году фабрика начала производить многоразовые маски (до 120 тысяч в сутки)